# Lista muzeów techniki, przemysłu i specjalistycznych w Polsce
Lista muzeów techniki, przemysłu i specjalistycznych w Polsce zawiera spis muzeów techniki, przemysłu i specjalistycznych na terenie Polski, podzieloną według lokalizacji (województwa).
Zgodnie z definicją, stosowaną przez Główny Urząd Statystyczny, muzeum regionalne gromadzi zbiory z dziedziny techniki poszczególnych działów i gałęzi produkcji, np. transportu, rolnictwa, włókiennictwa.
Niniejsza lista zawiera listę głównie muzeów, dla których organami prowadzącymi są: Skarb państwa, jednostki samorządu terytorialnego, uczelnie wyższe i instytuty naukowe, a także osoby prawne i fizyczne. Obejmuje ona zestawienie muzeów oraz instytucji i placówek paramuzealnych, prezentujących zbiory z zakresu:
- techniki (z wyjątkiem techniki wojskowej),
- przemysłu oraz górnictwa,
- transportu,
- rzemiosła,
- nauk technicznych.

| Województwo                     | Placówki |
| ------------------------------- | --- |
| Województwo dolnośląskie        | - Muzeum Browarnictwa Dolnośląskiego w Lwówku Śląskim - Muzeum Cukrownictwa w Pszennie - Muzeum Energetyki Jeleniogórskiej w Szklarskiej Porębie - Muzeum Górnictwa w Nowej Rudzie - Muzeum Górnictwa i Hutnictwa Złota w Złotym Stoku - Muzeum Miedzi w Legnicy - Muzeum Motoryzacji Topacz w Ślęzie - Muzeum Papiernictwa w Dusznikach-Zdroju - Muzeum Poczty i Telekomunikacji we Wrocławiu - Muzeum Powozów i Zaprzęgów w Galowicach - Muzeum Przemysłu i Kolejnictwa na Śląsku w Jaworzynie Śląskiej - Muzeum Przemysłu i Techniki w Wałbrzychu - Muzeum Radia Wrocław - Muzeum Tkactwa w Kamiennej Górze - Muzeum Techniki i Rzemiosła Wiejskiego w Zapuście - Muzeum Zabawek w Karpaczu - Otwarte Muzeum Odry we Wrocławiu - Sowiogórskie Muzeum Techniki w Dzierżoniowie |
| Województwo kujawsko-pomorskie  | - Exploseum w Bydgoszczy - Izba Tradycji Bydgoskich Dróg Żelaznych w Bydgoszczy - Muzeum Farmacji w Bydgoszczy - Muzeum Fotografii w Bydgoszczy - Muzeum Mydła i Historii Brudu w Bydgoszczy - Muzeum Inżynierii Komunalnej Torunia - Muzeum Kolei Wąskotorowej w Wenecji - Muzeum Komunikacji w Paterku - Muzeum Toruńskiego Piernika - Żywe Muzeum Piernika w Toruniu - Muzeum Piśmiennictwa i Drukarstwa w Grębocinie - Muzeum Pożarnictwa Ziemi Pomorskiej w Łasinie - Muzeum Pożarnictwa Ziemi Świeckiej w Świeciu - Muzeum Techniki Rolniczej i Gospodarstwa Wiejskiego w Redczu Krukowym - Muzeum Przyrodnicze w Toruniu - Muzeum Uniwersyteckie w Toruniu - Szkolne Muzeum Motoryzacji w Toruniu |
| Województwo lubelskie           | - Muzeum Zakładu Historii Farmacji w Lublinie - Muzeum Kowalstwa w Wojciechowie - Muzeum Motocykli „Moto Strefa WueSKi” w Świdniku - Muzeum Nietypowych Rowerów - Muzeum Pożarnictwa w Kraśniku - Skansen Maszyn i Urządzeń Rolniczych w Niedrzwicy Kościelnej |
| Województwo lubuskie            | - Izba Pamięci Drogownictwa w Skwierzynie - Muzeum Instrumentów Muzycznych w Szybie - Gminny Skansen Maszyn i Urządzeń Rolniczych w Podmoklu Małym |
| Województwo łódzkie             | - Centralne Muzeum Włókiennictwa w Łodzi - Muzeum Farmacji im. prof. Jana Muszyńskiego w Łodzi - Muzeum Kanału „Dętka” w Łodzi - Muzeum Komunikacji Miejskiej w Łodzi - Muzeum Papieru i Druku w Łodzi - Parowozownia Skierniewice - Pożarnicze Centrum Historyczno-Edukacyjne Ziemi Łódzkiej w Wolborzu - Skansen Rogowskiej Kolei Wąskotorowej |
| Województwo małopolskie         | - Muzeum Farmacji w Krakowie - Muzeum Górnictwa Rud w Bukownie - Muzeum Historii AGH i Historii Techniki w Krakowie - Muzeum Historii Fotografii w Krakowie - Muzeum Inżynierii Miejskiej w Krakowie - Muzeum Lotnictwa Polskiego w Krakowie - Muzeum Mleczarstwa w Królówce - Muzeum Politechniki Krakowskiej - Muzeum Pożarnictwa w Alwerni - Muzeum Ratownictwa w Krakowie - Muzeum Ślusarstwa im. Marcina Mikuły w Świątnikach Górnych - Muzeum Witrażu w Krakowie - Muzeum Żup Krakowskich Wieliczka - Skansen taboru kolejowego w Chabówce |
| Województwo mazowieckie         | - Muzeum Drukarstwa Warszawskiego w Warszawie - Muzeum Farmacji w Warszawie - Muzeum Gazownictwa w Warszawie - Muzeum Kolei Wąskotorowej w Sochaczewie - Muzeum Kolejnictwa w Warszawie - Muzeum Ludowych Instrumentów Muzycznych w Szydłowcu - Muzeum Łowiectwa i Jeździectwa w Warszawie - Muzeum Papiernictwa w Konstancinie-Jeziornie - Muzeum Pojazdów Konnych w Pilaszkowie - Muzeum Pożarnictwa w Kotuniu - Muzeum Przemysłu i Rolnictwa w Warszawie - Muzeum Techniki w Warszawie - Muzeum Warszawskiej Kolei Dojazdowej w Grodzisku Mazowieckim - Prywatne Muzeum Kowalstwa w Warszawie - Prywatne Muzeum Motoryzacji i Techniki w Otrębusach - Zabytkowa Huta Żelaza w Chlewiskach |
| Województwo opolskie            | - Muzeum Energetyki w Niemodlinie - Muzeum Gazownictwa w Paczkowie - Muzeum Hutnictwa Doliny Małej Panwi w Ozimku - Muzeum Lamp Rentgenowskich Politechniki Opolskiej - Muzeum Porcelany Śląskiej w Tułowicach - Muzeum Sprzętu Gospodarstwa Domowego w Ziębicach |
| Województwo podkarpackie        | - Muzeum Dzwonów i Fajek w Przemyślu - Muzeum Gorzelnictwa w Łańcucie - Muzeum Mleczarstwa w Rzeszowie - Muzeum Młynarstwa i Wsi w Ustrzykach Dolnych - Muzeum Powozów w Łańcucie - Muzeum Pożarnictwa w Przeworsku - Muzeum Przemysłu Naftowego i Etnografii w Libuszy - Muzeum Przemysłu Naftowego i Gazowniczego im. Ignacego Łukasiewicza w Bóbrce - Muzeum Rzemiosła w Krośnie |
| Województwo podlaskie           | - Muzeum Kowalstwa i Ślusarstwa w Hajnówce - Muzeum Motoryzacji i Techniki w Białymstoku - Muzeum Pożarnictwa w Szczuczynie - Muzeum Sprzętu Rolniczego w Wojewodzinie |
| Województwo pomorskie           | - Gdyńskie Muzeum Motoryzacji - Muzeum Kolejnictwa w Kościerzynie - Muzeum Piekarnictwa i Cukiernictwa w Ustce - Muzeum Poczty Polskiej w Gdańsku - Muzeum Pożarnictwa w Przodkowie - Muzeum Volkswagena w Pępowie - Pomorskie Muzeum Motoryzacji w Kielnie - Kuźnia Wodna w Oliwie |
| Województwo śląskie             | - Centralne Muzeum Pożarnictwa w Mysłowicach - Dom Tkacza w Bielsku-Białej - Izba Muzealna Polskiego Radia w Katowicach - Muzeum Browaru Żywiec - Muzeum Drukarstwa w Cieszynie - Muzeum Energetyki w Łaziskach Górnych - Muzeum Górnictwa Węglowego w Zabrzu - Skansen Górniczy Królowa Luiza - Zabytkowa Kopalnia Węgla Kamiennego Guido - Muzeum Maszyn Biurowych w Tychach - Muzeum Historii Kolei w Częstochowie - Muzeum Historii Komputerów i Informatyki w Katowicach - Muzeum Hutnictwa Cynku Walcownia w Katowicach - Muzeum Motoryzacji w Bielsku-Białej - Muzeum Nośników Danych w Katowicach - Muzeum Odlewnictwa Artystycznego w Gliwicach - Muzeum Ognia w Żorach - Muzeum Pojazdów Zabytkowych w Zabrzu - Muzeum Produkcji Zapałek w Częstochowie - Muzeum Techniki i Włókiennictwa w Bielsku-Białej - Muzeum Techniki Sanitarnej w Gliwicach - Ogrodzienieckie Muzeum Pożarnictwa w Ogrodzieńcu - Skansen kolejowy w Pyskowicach - Tyskie Muzeum Piwowarstwa - Zabytkowa Kopalnia „Ignacy” w Rybniku - Zabytkowa Kopalnia Srebra w Tarnowskich Górach |
| Województwo świętokrzyskie      | - Muzeum Geodezji i Kartografii w Opatowie - Muzeum Górnictwa Kruszcowego w Miedziance - Muzeum Polskiej Motoryzacji XX wieku w Busku-Zdroju - Muzeum Przyrody i Techniki w Starachowicach - Muzeum Starożytnego Hutnictwa Świętokrzyskiego w Nowej Słupi - Muzeum Techniki w Maleńcu - Muzeum Zagłębia Staropolskiego w Sielpi - Państwowe Muzeum im. Przypkowskich w Jędrzejowie - Żywe Muzeum Porcelany w Ćmielowie |
| Województwo warmińsko-mazurskie | - Muzeum Gazownictwa w Górowie Iławeckim - Muzeum Tradycji Kolejowej w Węgorzewie - Warmińsko-Mazurskie Muzeum Pożarnictwa w Lidzbarku |
| Województwo wielkopolskie       | - Auto-Muzeum w Gostyniu - Muzeum Akademii Medycznej im. K. Marcinkowskiego w Poznaniu - Muzeum Anestezjologii i Intensywnej Terapii w Ostrowie Wielkopolskim - Muzeum Farmacji w Poznaniu - Muzeum Gorzelnictwa w Turwi - Muzeum Historii Przemysłu w Opatówku - Muzeum Instrumentów Muzycznych w Poznaniu - Muzeum Młynarstwa i Rolnictwa w Osiecznej - Muzeum Motoryzacji w Poznaniu - Muzeum Piekarstwa w Pleszewie - Muzeum Policji w Poznaniu - Muzeum Stolarstwa i Biskupizny w Krobi - Muzeum Technik Ceramicznych w Kole - Muzeum Tyflologiczne w Owińskach - Parowozownia Wolsztyn - Wielkopolskie Muzeum Pożarnictwa w Rakoniewicach - Zbiory Sprzętu Ratownictwa Kolejowego w Poznaniu |
| Województwo zachodniopomorskie  | - Muzeum Aut Zabytkowych w Mścicach - Muzeum Rybołówstwa Morskiego w Niechorzu - Muzeum Rybołówstwa Morskiego w Świnoujściu - Muzeum Techniki i Komunikacji w Szczecinie - Muzeum Wody w Koszalinie - Muzeum Żeglarstwa w Świnoujściu (w realizacji) - Stała Wystawa Pomorskich Kolei Wąskotorowych w Gryficach |